# Lepaera (kommun)
Lepaera är en kommun i Honduras.   Den ligger i departementet Departamento de Lempira, i den västra delen av landet, 170 km nordväst om huvudstaden Tegucigalpa. Antalet invånare är 28 448.